# Blenina malagasy
Blenina malagasy är en fjärilsart som beskrevs av Pierre E.L. Viette 1979. Blenina malagasy ingår i släktet Blenina och familjen trågspinnare. Inga underarter finns listade i Catalogue of Life.